# Lukjanowo (Kaliningrad)
Lukjanowo (russisch Лукьяново, deutsch Lenkonischken, 1938 bis 1945 Großschenkendorf, litauisch Lenkoniškiai) ist ein Ort in der russischen Oblast Kaliningrad und gehört zur kommunalen Selbstverwaltungseinheit Stadtkreis Neman im Rajon Neman.

## Geographische Lage
Lukjanowo liegt neun Kilometer südwestlich der einstigen Kreisstadt Tilsit (heute russisch: Sowetsk) und 13 Kilometer südwestlich der jetzigen Rajonshauptstadt Neman (Ragnit) und ist über eine Stichstraße von der russischen Fernstraße A 216 (einstige deutsche Reichsstraße 138, heute auch Europastraße 77) aus in östlicher Richtung zu erreichen. Eine Bahnanbindung besteht nicht.

## Geschichte
Das einst Lenkonischken genannte kleine Dorf war zwischen 1875 und 1945 in den Amtsbezirk Neu Argeningken (ab 1939: „Amtsbezirk Argenbrück“) eingegliedert, der bis 1922 zum Kreis Tilsit, danach zum Landkreis Tilsit-Ragnit im Regierungsbezirk Gumbinnen der preußischen Provinz Ostpreußen gehörte. Der Ort hieß seit dem 3. Juni 1938 „Großschenkendorf“. 
In Kriegsfolge kam der Ort 1945 mit dem nördlichen Ostpreußen zur Sowjetunion und erhielt 1947 die russische Bezeichnung Lukjanowo. Gleichzeitig wurde der Ort in den Dorfsowjet Nowokolchosnenski selski Sowet im Rajon Sowetsk eingeordnet. Von 2008 bis 2016 gehörte der Ort zur Landgemeinde Schilinskoje selskoje posselenije und seither zum Stadtkreis Neman.

### Einwohnerentwicklung
| Jahr | Einwohner |
| ---- | --------- |
| 1910 | 125       |
| 1933 | 127       |
| 1939 | 126       |
| 2002 | 26        |
| 2010 | 29        |

## Kirche
Mit seiner mehrheitlich evangelischen Bevölkerung war Lenkonischken resp. Großschenkendorf bis 1945 in das Kirchspiel der Kirche Neu Argeningken (1938 bis 1946: Argenbrück, heute russisch: Nowokolchosnoje) eingepfarrt. Sie war Teil der Diözese Tilsit im Kirchenkreis Tilsit-Ragnit innerhalb der Kirchenprovinz Ostpreußen der Kirche der Altpreußischen Union. Heute liegt Lukjanowo im Einzugsbereich der neu entstandenen evangelisch-lutherischen Gemeinde in Slawsk (Heinrichswalde), die zur Propstei Kaliningrad (Königsberg) der Evangelisch-lutherischen Kirche Europäisches Russland gehört.